# Токмаков Сергій Васильович
Сергій Васильович Токмаков (8 серпня 1904, місто Юзівка, тепер Донецьк — ?) — радянський партійний діяч, секретар Ворошиловградського обласного комітету КП(б)У, заступник голови Ворошиловградського облвиконкому.

## Біографія
З лютого 1918 року — в Червоній армії, брав участь у громадянській війні в Росії. Служив у військовій комендатурі Московського центрального аеропорту.
Член ВКП(б). Перебував на відповідальній партійній роботі.
До травня 1941 року — партійний організатор (парторг) ЦК ВКП(б) Сталінського металургійного заводу імені Сталіна міста Сталіно на Донбасі.
17 травня 1941 — 1942 року — секретар Ворошиловградського обласного комітету КП(б)У з металургійної і коксохімічної промисловості.
У 1943 (затв. вересень 1945) — 1947 року — заступник секретаря Ворошиловградського обласного комітету КП(б)У з металургійної і коксохімічної промисловості.
На 1947—1962 роки — 1-й заступник голови виконавчого комітету Ворошиловградської (Луганської) обласної ради депутатів трудящих.
Подальша доля невідома.

## Звання
- старший політрук
- майор

## Нагороди
- орден Леніна (26.02.1958)
- орден Трудового Червоного Прапора (23.01.1948)
- орден Червоної Зірки (3.04.1944)
- медаль «Партизанові Вітчизняної війни» 1-го ст.
- медалі